# 北卡罗来纳省
北卡羅萊納省（英語：Province of North Carolina）是大不列顛王國在北美洲的專用殖民地，由1712年持續至1776年。英國政府的權力屬於北卡羅萊納總督，但1776年殖民地宣佈脫離英國獨立。北卡羅萊納省設有四個首府：巴斯（1712－1722）、埃登頓（1722－1743）、不倫瑞克（1743－1770）及新伯爾尼（1770年以後）。殖民地後來成為北卡羅萊納州和田納西州，部分殖民地與其他領土合併成為佐治亞州、阿拉巴馬州和密西西比州。

## 延伸閱讀
- Cheshire, Jr., Joseph Blount.  (演讲). Joint Centennial Convention of the Dioceses of North and East Carolina. Tarboro, N.C. May 1890 –Internet Archive.
- Collet, John; Bayly, I.  (地图). London: S. Hooper. 1770  [2019-07-14]. （原始内容存档于2020-06-22） –University of North Carolina at Chapel Hill.

## 外部連結
- Colonial Period（页面存档备份，存于） at NCpedia (ncpedia.org)
- North Carolina Colony Facts（页面存档备份，存于） at Softschools.com

35°45′N 83°00′W / 35.75°N 83°W